# Grand Prix de Denain 2015
La 56e édition du Grand Prix de Denain a eu lieu le 16 avril 2015. La course fait partie du calendrier UCI Europe Tour 2015 en catégorie 1.1. C'est également la sixième épreuve de la Coupe de France sur route.
L'épreuve a été remportée lors d'un sprint massif par le Français Nacer Bouhanni (Cofidis) respectivement devant le Belge Boris Vallée (Lotto-Soudal) et Rudy Barbier (Roubaix Lille Métropole).
Pour accessits, le Belge Ludwig De Winter (Wallonie-Bruxelles) remporte celui des sprints et son compatriote Maxime Vantomme (Roubaix Lille Métropole) gagne le classement des monts et du kilomètre 59. Le Français Alexandre Geniez (FDJ) obtient le prix de la combativité tandis que son compatriote Sébastien Turgot (AG2R La Mondiale) s'adjuge le prix du dossard vert. Enfin Bouhanni termine meilleur jeune et la formation française Roubaix Lille Métropole finit meilleure équipe.

## Présentation
La 56e édition du Grand Prix de Denain a lieu le jeudi 16 avril 2015. Elle a pour départ et arrivée Denain, fait partie du calendrier UCI Europe Tour 2015 en catégorie 1.1 et constitue la sixième épreuve de la Coupe de France de cyclisme sur route 2015.

### Conférence de presse

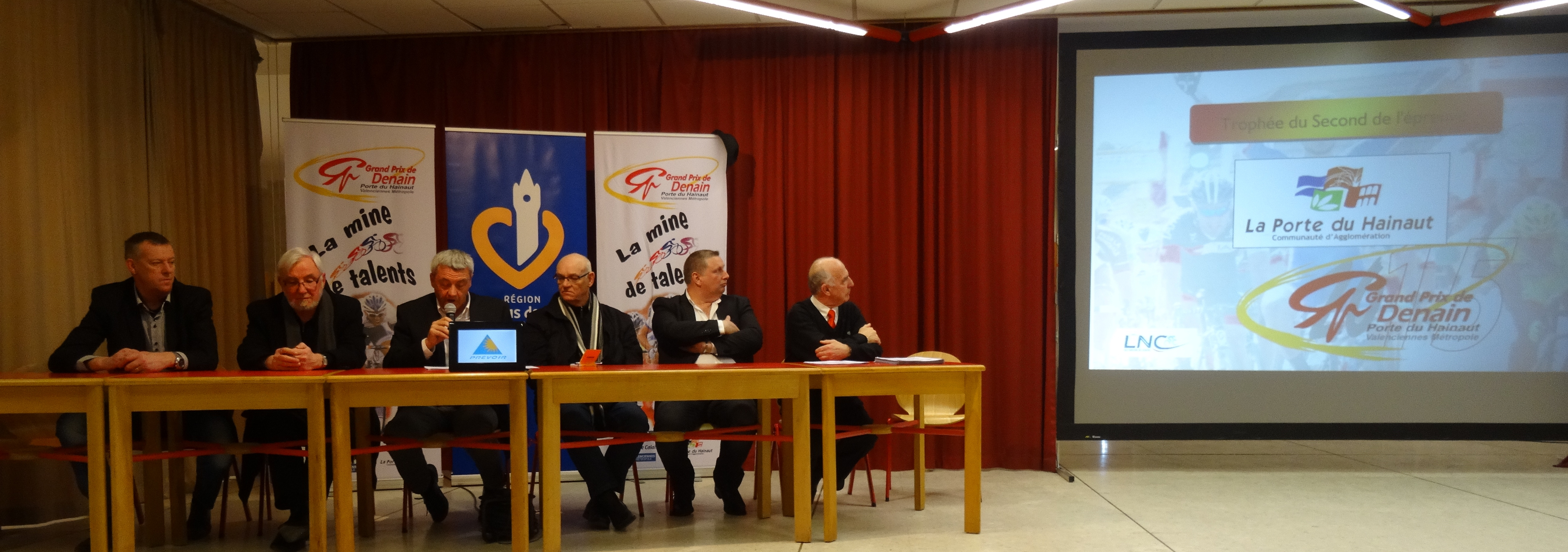
Les organisateurs présentent les différents prix.

Le parcours du 56e Grand Prix de Denain est dévoilé le vendredi 13 février 2015 lors de la conférence de presse. Les différents prix et les équipes probables sont également présentés à cette occasion. Concernant les équipes, sans encore connaître les coureurs qui seront alignés, les organisateurs évoquent la présence des équipes continentales professionnelles françaises Bretagne-Séché Environnement, Cofidis et Europcar. Dominique Serrano, président de l'organisation, évoque certaines difficultés, dont le coût croissant des forces de sécurité.

### Présentation officielle

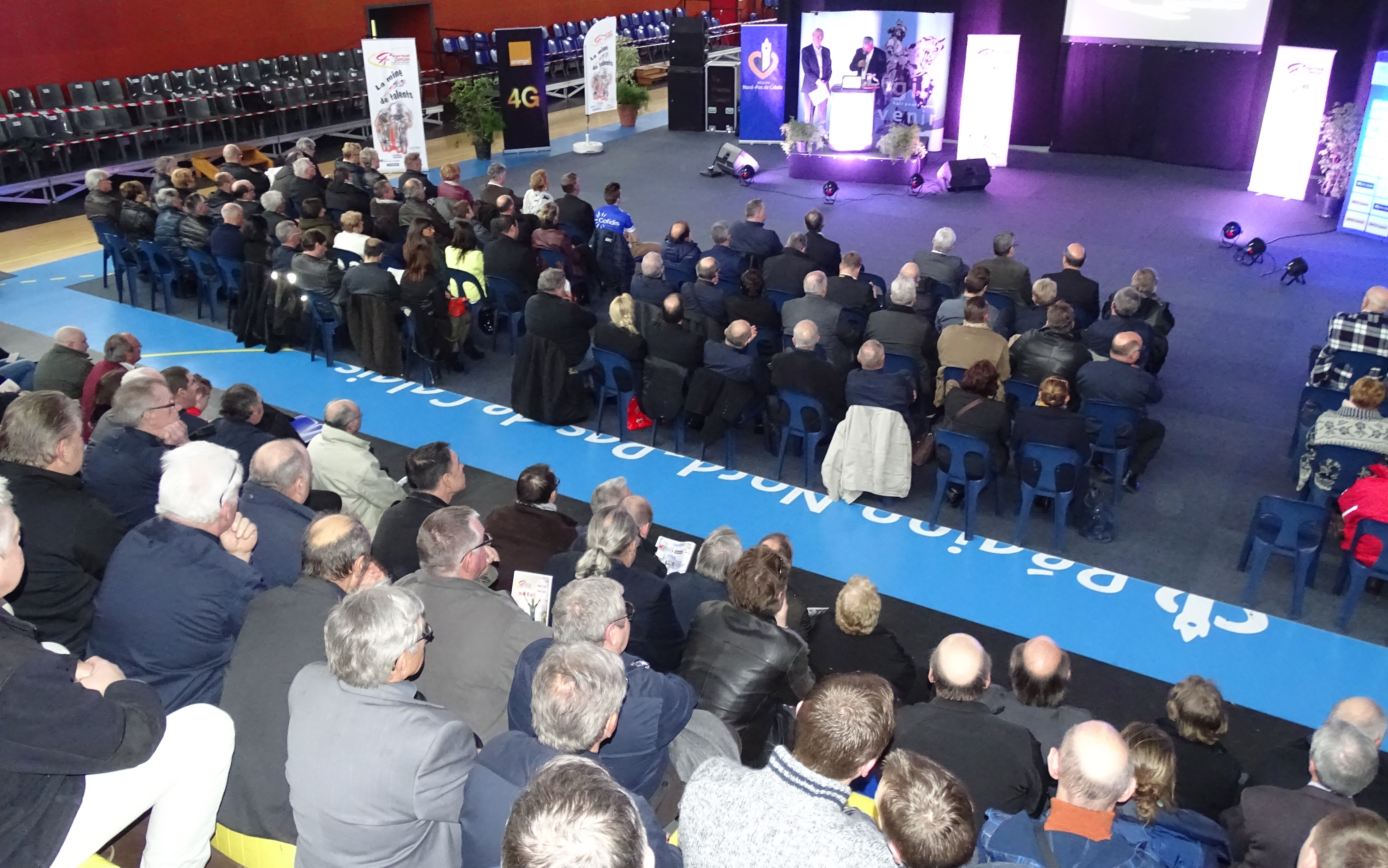
La présentation officielle.

La course a été officiellement présentée le lundi 30 mars 2015 à partir de 19 h, à Denain, non loin de la ligne d'arrivée. Cette cérémonie a été animée par Daniel Mangeas.

### Parcours
- Boucle no 1
- Boucle no 2
- Boucle no 3
- Tronc commun

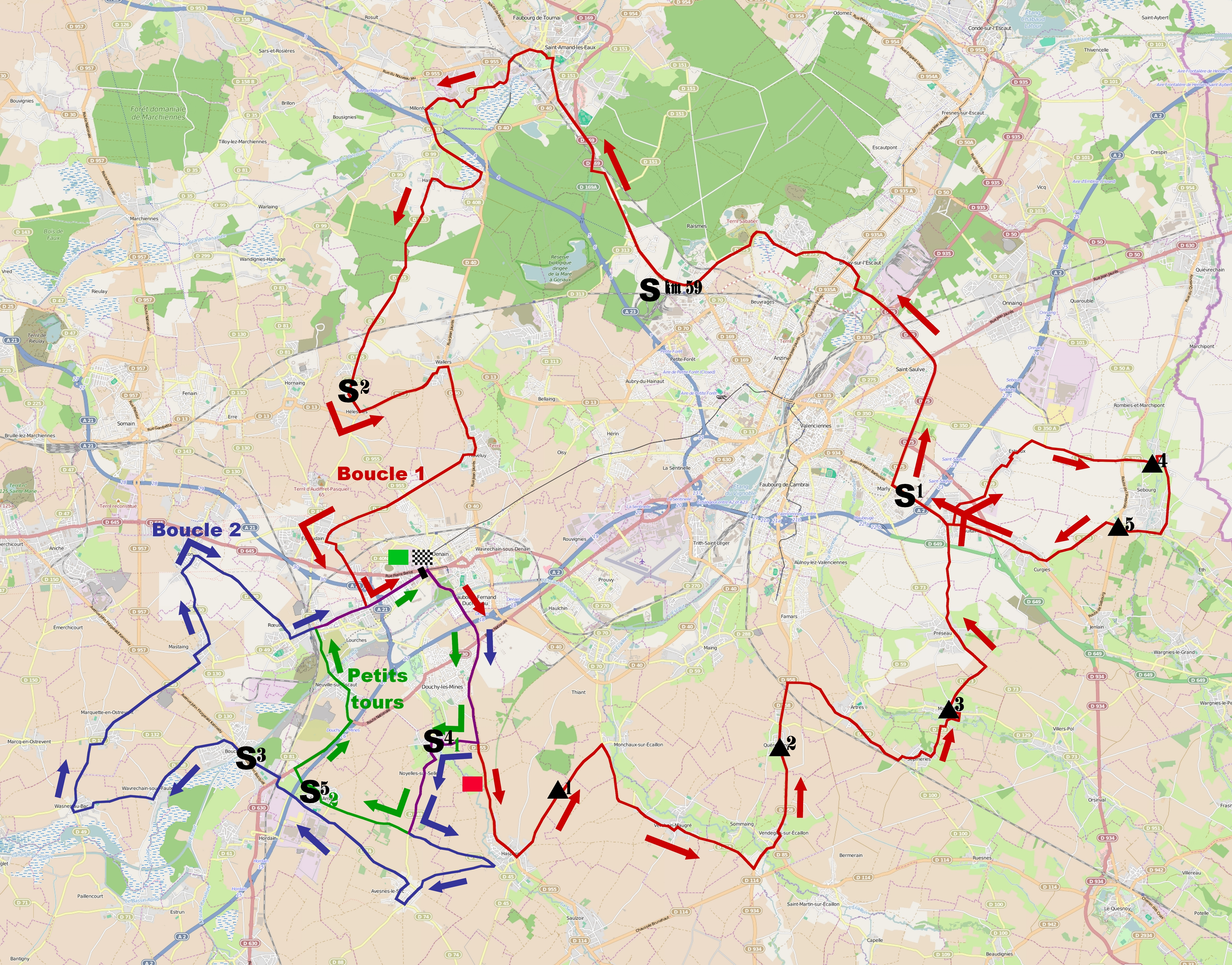
Le parcours du Grand Prix de Denain 2015.
Prix des monts
S Sprint

Le Grand Prix de Denain 2015 est long de 198 kilomètres, son circuit s'établit sur trois boucles, la dernière étant un circuit local à parcourir à trois reprises. Ces trois boucles sont respectivement longues de 93,9, 42,6 et 20,6 kilomètres. Dominique Serrano, président de Grand Prix de Denain Organisation, indique que plus de quarante communes seront traversées, et rappelle que la règlementation de l'UCI impose que la course ne dépasse pas les 200 kilomètres, bien que les coureurs parcourront 204,7 kilomètres de par le départ-promenade de 6,2 kilomètres.
Le départ fictif est donné à Denain à 11 h 30, les coureurs effectuent un départ-promenade, contournent Douchy-les-Mines et à 6,2 kilomètres prennent le départ réel de la course par la 1re boucle dans le hameau du Fleury à Haspres, qu'ils traversent ensuite ; remontant vers le nord-est, le premier prix des monts est effectué au kilomètre 3,4. Les communes de Monchaux-sur-Écaillon, Verchain-Maugré, Sommaing, Vendegies-sur-Écaillon sont traversées, puis Quérénaing où se déroule le deuxième prix des monts au kilomètre 14 ; suivent ensuite les traversées de Famars, Artres, Sepmeries, Maresches (avec le troisième prix des monts, au kilomètre 22,6), Préseau, Saultain, Estreux, puis Sebourg où sont situés les 4e et 5e prix des monts, aux kilomètres respectifs 36 et 39,4. Les coureurs se dirigent ensuite vers Curgies et repassent par Saultain, commune déjà traversée quinze kilomètres plus tôt. Ils prennent ensuite la direction du nord pour atteindre Marly où se déroule le 1er sprint, au kilomètre 45,7. Ils se dirigent vers Saint-Saulve puis atteignent Bruay-sur-l'Escaut où ils traversent la ligne 2 du tramway de Valenciennes. À Raismes se situe le sprint du kilomètre 59 (au kilomètre 58,4), sponsorisé par le conseil général du Nord. Poursuivant en direction du nord, ils passent par Saint-Amand-les-Eaux avant de prendre en direction du sud via Millonfosse, Hasnon, Hélesmes (où se déroule le sprint no 2, au kilomètre 79,6), Wallers, Haveluy, le nord de Denain, Escaudain, les coureurs terminent au kilomètre 93,9 la première boucle.

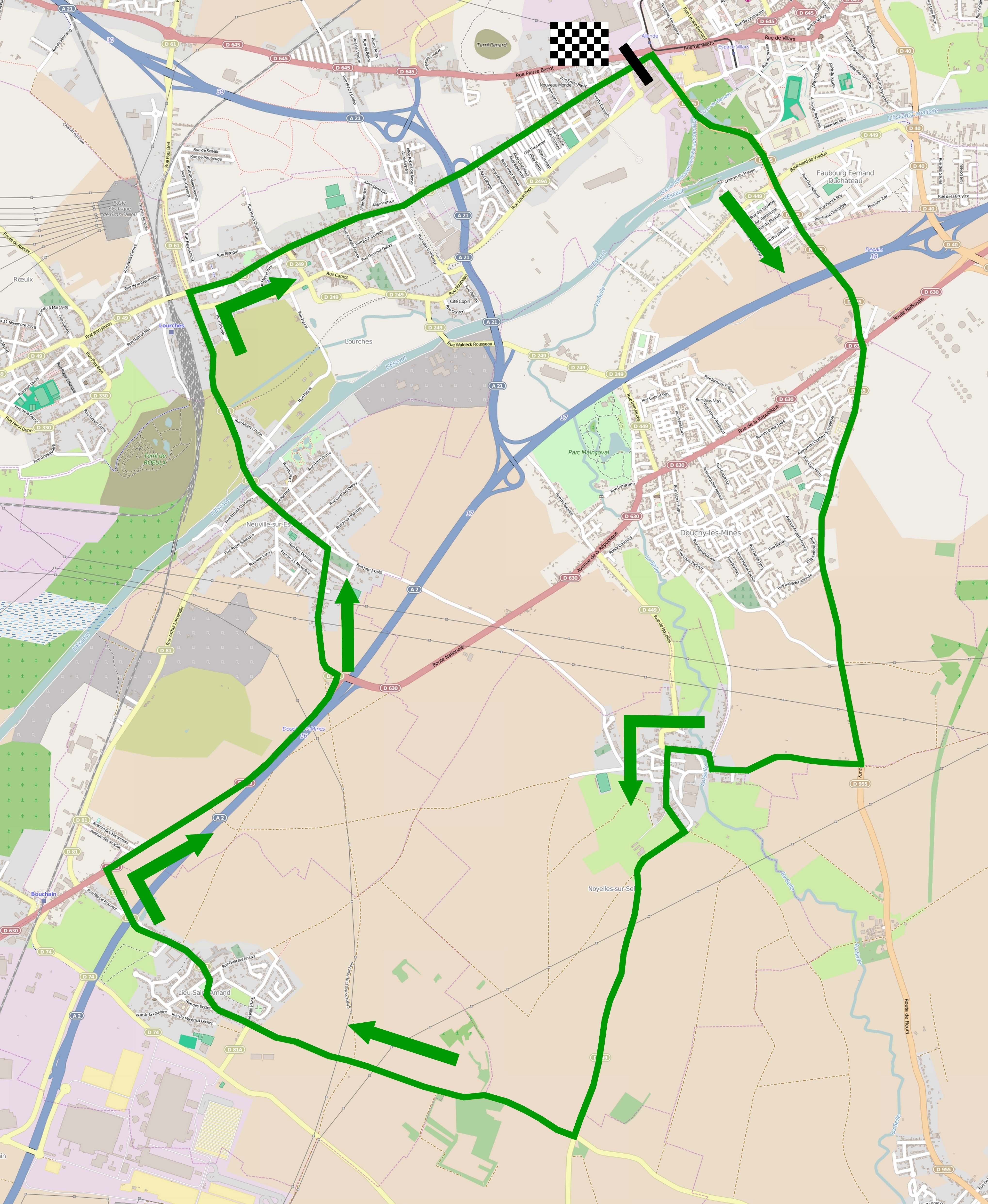
Le circuit local.

La 2e boucle commence en tronc commun avec la première, elle en diverge au sud de Douchy-les-Mines en partant vers l'ouest à Noyelles-sur-Selle qu'elle quitte par le sud, avant d'atteindre quelques kilomètres plus loin Haspres puis Avesnes-le-Sec, qu'elle traverse complètement, puis arrive quelques kilomètres plus loin à Lieu-Saint-Amand. Après avoir franchi les voies près de la gare, les coureurs traversent Bouchain où le troisième sprint a lieu au kilomètre 115,4. Arrivant au nord-ouest de la commune, les coureurs se dirigent en direction de Wavrechain-sous-Faulx, traversent Wasnes-au-Bac, Marquette-en-Ostrevant, Mastaing où ils prennent plein nord, puis atteignent Abscon. Ils se dirigent enfin vers le sud-est en direction de Rœulx, puis plein est, franchissent par le pont les voies menant en gare de Lourches, traversent Lourches et franchissent à nouveau la ligne d'arrivée.
La troisième boucle est un circuit local de 20,6 kilomètres à parcourir à trois reprises dans le sens horaire. Son tracé est partagé avec la deuxième boucle sur une grande partie du trajet, à la différence qu'en entrant dans Bouchain, les coureurs prennent la direction opposée et traversent Neuville-sur-Escaut, et rejoignent la 2e boucle au niveau de Lourches et du carrefour de l'Éclaireur. Suivant que les coureurs aient une vitesse moyenne de 44, 46 ou 48 km/h, l'arrivée est prévue à 16 h 8, 15 h 56 ou 15 h 45.

### Équipes
Classé en catégorie 1.1 de l'UCI Europe Tour, le Grand Prix de Denain est par conséquent ouvert aux WorldTeams dans la limite de 50 % des équipes participantes, aux équipes continentales professionnelles, aux équipes continentales et aux équipes nationales.
Dix-huit équipes participent à ce Grand Prix de Denain - trois WorldTeams, dix équipes continentales professionnelles et cinq équipes continentales :
| UCI WorldTeams   | UCI WorldTeams | UCI WorldTeams |
| Nom de l'équipe  | Pays           | Code           |
| ---------------- | -------------- | -------------- |
| AG2R La Mondiale | France         | ALM            |
| FDJ              | France         | FDJ            |
| Lotto-Soudal     | Belgique       | LTS            |

| Équipes continentales professionnelles | Équipes continentales professionnelles | Équipes continentales professionnelles |
| Nom de l'équipe                        | Pays                                   | Code                                   |
| -------------------------------------- | -------------------------------------- | -------------------------------------- |
| Androni Giocattoli-Sidermec            | Italie                                 | AND                                    |
| Bardiani CSF                           | Italie                                 | BAR                                    |
| Bretagne-Séché Environnement           | France                                 | BSE                                    |
| Cofidis                                | France                                 | COF                                    |
| Cult Energy                            | Danemark                               | CLT                                    |
| Europcar                               | France                                 | EUC                                    |
| Roompot Oranje Peloton                 | Pays-Bas                               | ROP                                    |
| Southeast                              | Italie                                 | STH                                    |
| Topsport Vlaanderen-Baloise            | Belgique                               | TSV                                    |
| Wanty-Groupe Gobert                    | Belgique                               | WGG                                    |

| Équipes continentales   | Équipes continentales | Équipes continentales |
| Nom de l'équipe         | Pays                  | Code                  |
| ----------------------- | --------------------- | --------------------- |
| Armée de Terre          | France                | ADT                   |
| Auber 93                | France                | AUS                   |
| Marseille 13 KTM        | France                | M13                   |
| Roubaix Lille Métropole | France                | RLM                   |
| Wallonie-Bruxelles      | Belgique              | WBC                   |

### Règlement de la course

#### Primes
Les vingt prix sont attribués suivant le barème de l'UCI,. Le total général des prix distribués est de 14 477 €.
| Position | 1er     | 2e      | 3e      | 4e    | 5e    | 6e    | 7e    | 8e    | 9e    | 10e à 20e |
| Prix     | 5 785 € | 2 895 € | 1 445 € | 715 € | 580 € | 433 € | 433 € | 287 € | 287 € | 147 €     |

#### Prix
En plus des primes précitées, les organisateurs du Grand Prix de Denain ont choisi de remettre différents prix : 
- le prix des sprints, parrainé par le Crédit Mutuel Nord Europe ;
- le prix du kilomètre 59, parrainé par le conseil général du Nord ;
- le prix des monts, parrainé par la communauté d'agglomération de Valenciennes Métropole ;
- le prix du meilleur jeune ;
- le prix de la meilleure équipe, calculé d'après les temps des trois meilleurs coureurs de chaque équipe, parrainé par Eiffage ;
- le prix de la combativité, parrainé par le Groupe Prévoir ;
- le prix du dossard vert, symbolique, remis par Citelum[R 3].

#### Sprints, kilomètre 59 et monts
Afin de rendre la course plus attrayante, les organisateurs ont choisi de mettre en place cinq sprints (Marly au kilomètre 45,7, Hélesmes au kilomètre 79,6, Bouchain au kilomètre 115,4, Noyelles-sur-Selle au kilomètre 143,4 et Lieu-Saint-Amand au kilomètre 168,8), un sprint spécial nommé "kilomètre 59" (à Raismes, au kilomètre 58,4) et cinq monts (Haspres au kilomètre 3,4, Quérénaing au kilomètre 14, Maresches au kilomètre 22,6 et Sebourg aux kilomètres 36 et 39,4).

## Classements

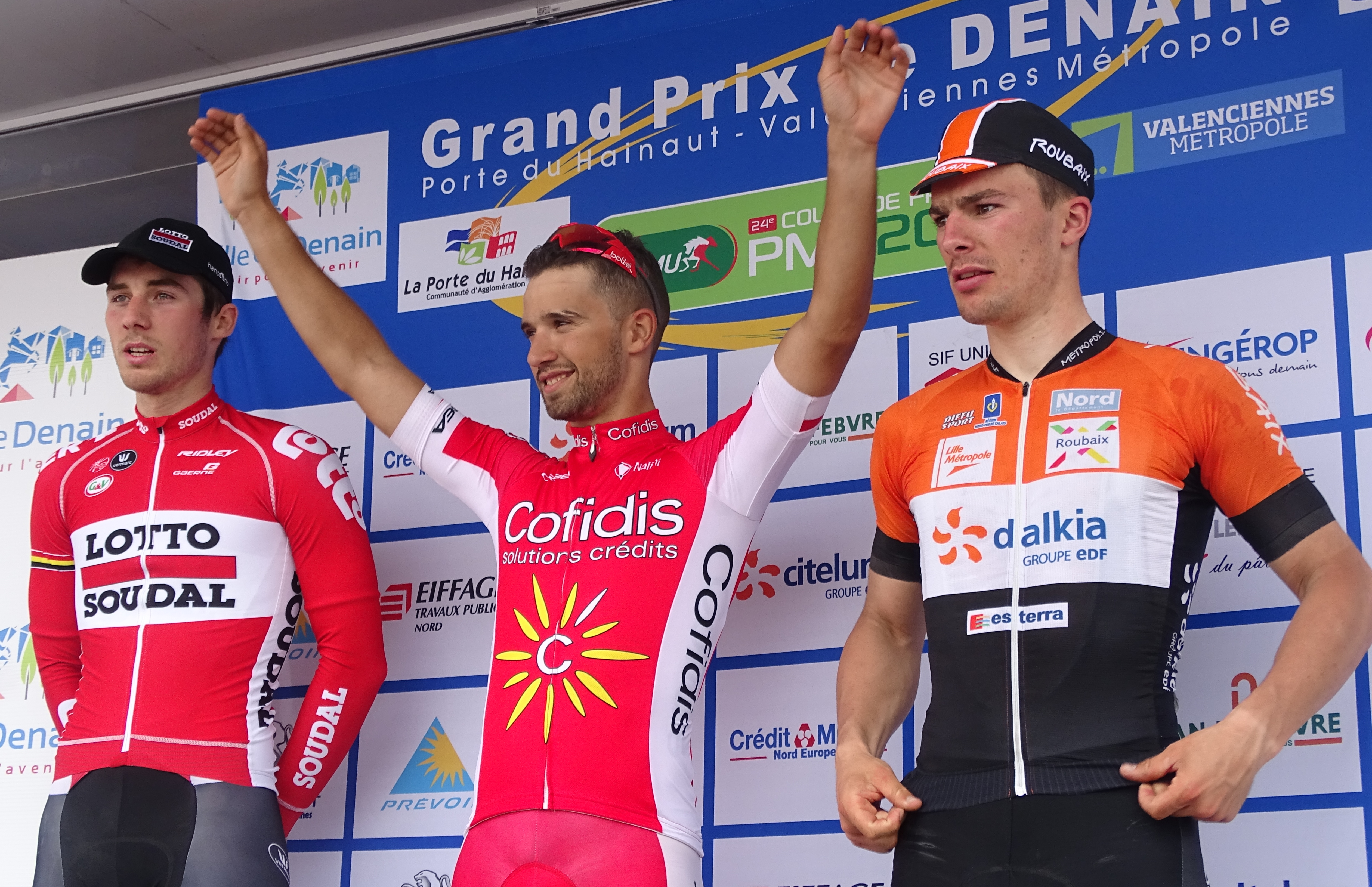
Boris Vallée (2e), Nacer Bouhanni (1er) et Rudy Barbier (3e).

### Classement final
Le Grand Prix de Denain est remporté par le Français Nacer Bouhanni (Cofidis) qui a parcouru les 198 kilomètres en 4 h 29 min 25 s, soit à une vitesse moyenne de 44,095 km/h. Il est suivi respectivement dans le même temps par le Belge Boris Vallée (Lotto-Soudal) et son compatriote Rudy Barbier (Roubaix Lille Métropole).
Cent-vingt-quatre coureurs parmi les cent-trente-trois partants terminent la course, le dernier est le Suédois Jonas Ahlstrand, coéquipier du vainqueur, à 6 min 58 s.
| Classement final | Classement final | Classement final | Classement final        | Classement final   |
|                  | Coureur          | Pays             | Équipe                  | Temps              |
| ---------------- | ---------------- | ---------------- | ----------------------- | ------------------ |
| 1er              | Nacer Bouhanni   | France           | Cofidis                 | en 4 h 29 min 25 s |
| 2e               | Boris Vallée     | Belgique         | Lotto-Soudal            | m.t                |
| 3e               | Rudy Barbier     | France           | Roubaix Lille Métropole | m.t                |
| 4e               | Raymond Kreder   | Pays-Bas         | Roompot Oranje Peloton  | m.t                |
| 5e               | Samuel Dumoulin  | France           | AG2R La Mondiale        | m.t                |
| 6e               | Alexis Bodiot    | France           | Armée de Terre          | m.t                |
| 7e               | Nicola Ruffoni   | Italie           | Bardiani CSF            | m.t                |
| 8e               | Lorrenzo Manzin  | France           | FDJ                     | m.t                |
| 9e               | Timothy Dupont   | Belgique         | Roompot Oranje Peloton  | m.t                |
| 10e              | Bryan Coquard    | France           | Europcar                | m.t                |
| modifier         |                  |                  |                         |                    |

### UCI Europe Tour
Ce Grand Prix de Denain attribue des points pour l'UCI Europe Tour 2015, par équipes seulement aux coureurs des équipes continentales professionnelles et continentales, individuellement à tous les coureurs sauf ceux faisant partie d'une équipe ayant un label WorldTeam.
| Position,          | 1er | 2e | 3e | 4e | 5e | 6e | 7e | 8e | 9e | 10e | 11e | 12e |
| Classement général | 80  | 56 | 32 | 24 | 20 | 16 | 12 | 8  | 7  | 6   | 5   | 3   |

Ainsi, Nacer Bouhanni (1er) remporte quatre-vingt points, Rudy Barbier (3e) trente-deux points, Raymond Kreder (4e) vingt-quatre points, Alexis Bodiot (6e) seize points, Nicola Ruffoni (7e) douze points, Timothy Dupont (9e) sept points, Bryan Coquard (10e), Benjamin Giraud (11e) cinq points, et Yauheni Hutarovich (12e) trois points. Boris Vallée (2e), Samuel Dumoulin (5e) et Lorrenzo Manzin (8e) ne remportent pas de points car ils sont membres de WorldTeams.

## Liste des participants
- Liste de départ complète

| Légende | Légende                                                                    | Légende | Légende                                                    |
| ------- | -------------------------------------------------------------------------- | ------- | ---------------------------------------------------------- |
| Num     | Dossard de départ porté par le coureur sur ce Grand Prix de Denain         | Pos     | Position à l'arrivée de la course                          |
|         | Indique un maillot de champion national ou mondial, suivi de sa spécialité | NP      | Indique un coureur qui n'a pas pris le départ de la course |
| AB      | Indique un coureur qui n'a pas terminé la course                           | HD      | Indique un coureur qui a terminé la course hors des délais |

| Cofidis COF                        | Cofidis COF              | Cofidis COF |
| ---------------------------------- | ------------------------ | ----------- |
| Num                                | Coureur                  | Pos         |
| 1                                  | Nacer Bouhanni (FRA)     | 1er         |
| 2                                  | Jonas Ahlstrand (SWE)    | 124e        |
| 3                                  | Christophe Laporte (FRA) | 61e         |
| 4                                  | Dominique Rollin (CAN)   | AB          |
| 5                                  | Florian Sénéchal (FRA)   | 93e         |
| 6                                  | Geoffrey Soupe (FRA)     | 43e         |
| 7                                  | Kenneth Vanbilsen (BEL)  | 75e         |
| 8                                  | Gert Jõeäär (EST)        | 96e         |
| Directeur sportif : Alain Deloeuil |                          |             |

| AG2R La Mondiale ALM           | AG2R La Mondiale ALM     | AG2R La Mondiale ALM |
| ------------------------------ | ------------------------ | -------------------- |
| Num                            | Coureur                  | Pos                  |
| 11                             | Gediminas Bagdonas (LTU) | 50e                  |
| 12                             | Maxime Daniel (FRA)      | 80e                  |
| 13                             | Axel Domont (FRA)        | 107e                 |
| 14                             | Samuel Dumoulin (FRA)    | 5e                   |
| 15                             | Quentin Jauregui (FRA)   | AB                   |
| 16                             | Blel Kadri (FRA)         | 119e                 |
| 17                             | Sébastien Turgot (FRA)   | 86e                  |
| 18                             | Johan Vansummeren (BEL)  | 85e                  |
| Directeur sportif : Gilles Mas |                          |                      |

| FDJ                                 | FDJ                    | FDJ  |
| ----------------------------------- | ---------------------- | ---- |
| Num                                 | Coureur                | Pos  |
| 21                                  | William Bonnet (FRA)   | 38e  |
| 22                                  | David Boucher (FRA)    | 30e  |
| 23                                  | Murilo Fischer (BRA)   | 89e  |
| 24                                  | Alexandre Geniez (FRA) | 102e |
| 25                                  | Anthony Geslin (FRA)   | 52e  |
| 26                                  | Lorrenzo Manzin (FRA)  | 8e   |
| 27                                  |                        |      |
| 28                                  |                        |      |
| Directeur sportif : Thierry Bricaud |                        |      |

| Lotto-Soudal LTS                     | Lotto-Soudal LTS      | Lotto-Soudal LTS |
| ------------------------------------ | --------------------- | ---------------- |
| Num                                  | Coureur               | Pos              |
| 31                                   | Tiesj Benoot (BEL)    | 84e              |
| 32                                   | Kris Boeckmans (BEL)  | AB               |
| 33                                   | Jasper De Buyst (BEL) | 65e              |
| 34                                   | Thomas De Gendt (BEL) | AB               |
| 35                                   |                       |                  |
| 36                                   | Gert Dockx (BEL)      | 83e              |
| 37                                   |                       |                  |
| 38                                   | Boris Vallée (BEL)    | 2e               |
| Directeur sportif : Frederik Willems |                       |                  |

| Androni Giocattoli-Sidermec AND     | Androni Giocattoli-Sidermec AND | Androni Giocattoli-Sidermec AND |
| ----------------------------------- | ------------------------------- | ------------------------------- |
| Num                                 | Coureur                         | Pos                             |
| 41                                  | Marco Bandiera (ITA)            | AB                              |
| 42                                  | Marco Benfatto (ITA)            | 14e                             |
| 43                                  | Francesco Chicchi (ITA)         | 41e                             |
| 44                                  |                                 |                                 |
| 45                                  | Carlos Gálviz (VEN)             | 108e                            |
| 46                                  | Alberto Nardin (ITA)            | 109e                            |
| 47                                  | František Padour (CZE)          | 40e                             |
| 48                                  | Fabio Taborre (ITA)             | AB                              |
| Directeur sportif : Roberto Miodini |                                 |                                 |

| Bardiani CSF BAR                      | Bardiani CSF BAR       | Bardiani CSF BAR |
| ------------------------------------- | ---------------------- | ---------------- |
| Num                                   | Coureur                | Pos              |
| 51                                    | Simone Andreetta (ITA) | 121e             |
| 52                                    | Enrico Barbin (ITA)    | 97e              |
| 53                                    | Enrico Battaglin (ITA) | 60e              |
| 54                                    | Nicola Boem (ITA)      | 98e              |
| 55                                    | Sonny Colbrelli (ITA)  | 57e              |
| 56                                    | Andrea Piechele (ITA)  | 104e             |
| 57                                    | Stefano Pirazzi (ITA)  | 120e             |
| 58                                    | Nicola Ruffoni (ITA)   | 7e               |
| Directeur sportif : Roberto Reverberi |                        |                  |

| Bretagne-Séché Environnement BSE   | Bretagne-Séché Environnement BSE | Bretagne-Séché Environnement BSE |
| ---------------------------------- | -------------------------------- | -------------------------------- |
| Num                                | Coureur                          | Pos                              |
| 61                                 | Frédéric Brun (FRA)              | 68e                              |
| 62                                 | Maxime Cam (FRA)                 | 74e                              |
| 63                                 | Romain Feillu (FRA)              | 25e                              |
| 64                                 | Yauheni Hutarovich (BLR) (Route) | 12e                              |
| 65                                 | Benoît Jarrier (FRA)             | 100e                             |
| 66                                 | Christophe Laborie (FRA)         | 99e                              |
| 67                                 | Kévin Ledanois (FRA)             | 20e                              |
| 68                                 | Florian Vachon (FRA)             | 101e                             |
| Directeur sportif : Franck Renimel |                                  |                                  |

| Cult Energy CLT                    | Cult Energy CLT         | Cult Energy CLT |
| ---------------------------------- | ----------------------- | --------------- |
| Num                                | Coureur                 | Pos             |
| 71                                 | Karel Hník (CZE)        | 42e             |
| 72                                 | Alex Kirsch (LUX)       | 53e             |
| 73                                 | Romain Lemarchand (FRA) | 45e             |
| 74                                 | Christian Mager (GER)   | 28e             |
| 75                                 | Martin Mortensen (DEN)  | 94e             |
| 76                                 | Michael Reihs (DEN)     | 24e             |
| 77                                 |                         |                 |
| 78                                 | Joël Zangerlé (LUX)     | 95e             |
| Directeur sportif : Michael Skelde |                         |                 |

| Roompot Oranje Peloton ROP               | Roompot Oranje Peloton ROP | Roompot Oranje Peloton ROP |
| ---------------------------------------- | -------------------------- | -------------------------- |
| Num                                      | Coureur                    | Pos                        |
| 81                                       | Berden de Vries (NED)      | 66e                        |
| 82                                       | Dylan Groenewegen (NED)    | 13e                        |
| 83                                       | Tim Kerkhof (NED)          | 92e                        |
| 84                                       | Raymond Kreder (NED)       | 4e                         |
| 85                                       | Wesley Kreder (NED)        | 59e                        |
| 86                                       | Etienne van Empel (NED)    | 21e                        |
| 87                                       | Brian van Goethem (NED)    | 58e                        |
| 88                                       |                            |                            |
| Directeur sportif : Jean-Paul van Poppel |                            |                            |

| Southeast STH                     | Southeast STH             | Southeast STH |
| --------------------------------- | ------------------------- | ------------- |
| Num                               | Coureur                   | Pos           |
| 91                                | Matteo Busato (ITA)       | 78e           |
| 92                                | Giorgio Cecchinel (ITA)   | 79e           |
| 93                                | Samuele Conti (ITA)       | AB            |
| 94                                | Elia Favilli (ITA)        | 105e          |
| 95                                | Francesco Gavazzi (ITA)   | 77e           |
| 96                                | Alessandro Petacchi (ITA) | 37e           |
| 97                                | Simone Ponzi (ITA)        | 76e           |
| 98                                | Eugert Zhupa (ALB)        | 55e           |
| Directeur sportif : Serge Parsani |                           |               |

| Europcar                             | Europcar                 | Europcar |
| ------------------------------------ | ------------------------ | -------- |
| Num                                  | Coureur                  | Pos      |
| 101                                  | Yukiya Arashiro (JPN)    | 64e      |
| 102                                  | Bryan Coquard (FRA)      | 10e      |
| 103                                  | Jérôme Cousin (FRA)      | 123e     |
| 104                                  | Dan Craven (NAM) (Route) | 115e     |
| 105                                  | Jimmy Engoulvent (FRA)   | 67e      |
| 106                                  | Morgan Lamoisson (FRA)   | 113e     |
| 107                                  | Julien Morice (FRA)      | 114e     |
| 108                                  | Bryan Nauleau (FRA)      | 102e     |
| Directeur sportif : Benoît Génauzeau |                          |          |

| Topsport Vlaanderen-Baloise TSV    | Topsport Vlaanderen-Baloise TSV | Topsport Vlaanderen-Baloise TSV |
| ---------------------------------- | ------------------------------- | ------------------------------- |
| Num                                | Coureur                         | Pos                             |
| 111                                | Amaury Capiot (BEL)             | 91e                             |
| 112                                | Kenny De Ketele (BEL)           | 73e                             |
| 113                                | Jonas Rickaert (BEL)            | 18e                             |
| 114                                | Jarl Salomein (BEL)             | 23e                             |
| 115                                | Moreno De Pauw (BEL)            | 112e                            |
| 116                                | Bert Van Lerberghe (BEL)        | 32e                             |
| 117                                |                                 |                                 |
| 118                                | Otto Vergaerde (BEL)            | 87e                             |
| Directeur sportif : Hans De Clercq |                                 |                                 |

| Wanty-Groupe Gobert WGG            | Wanty-Groupe Gobert WGG   | Wanty-Groupe Gobert WGG |
| ---------------------------------- | ------------------------- | ----------------------- |
| Num                                | Coureur                   | Pos                     |
| 121                                | Jérôme Baugnies (BEL)     | 44e                     |
| 122                                | James Vanlandschoot (BEL) | 90e                     |
| 123                                | Tom Devriendt (BEL)       | 26e                     |
| 124                                | Boris Dron (BEL)          | 69e                     |
| 125                                | Jan Ghyselinck (BEL)      | 103e                    |
| 126                                |                           |                         |
| 127                                | Fréderique Robert (BEL)   | AB                      |
| 128                                | Lander Seynaeve (BEL)     | 72e                     |
| Directeur sportif : Steven De Neef |                           |                         |

| Armée de Terre ADT                      | Armée de Terre ADT      | Armée de Terre ADT |
| --------------------------------------- | ----------------------- | ------------------ |
| Num                                     | Coureur                 | Pos                |
| 131                                     | Yoann Barbas (FRA)      | 36e                |
| 132                                     | Fabien Canal (FRA)      | 39e                |
| 133                                     | Romain Combaud (FRA)    | 106e               |
| 134                                     | Julien Duval (FRA)      | 33e                |
| 135                                     | Romain Le Roux (FRA)    | 122e               |
| 136                                     | Alexis Bodiot (FRA)     | 6e                 |
| 137                                     | Benoît Sinner (FRA)     | 31e                |
| 138                                     | Étienne Tortelier (FRA) | AB                 |
| Directeur sportif : David Lima da Costa |                         |                    |

| Auber 93 AUB                         | Auber 93 AUB            | Auber 93 AUB |
| ------------------------------------ | ----------------------- | ------------ |
| Num                                  | Coureur                 | Pos          |
| 141                                  | César Bihel (FRA)       | 34e          |
| 142                                  |                         |              |
| 143                                  | Julien Guay (FRA)       | 56e          |
| 144                                  | Alo Jakin (EST) (Route) | 27e          |
| 145                                  | Anthony Maldonado (FRA) | 22e          |
| 146                                  | David Menut (FRA)       | 17e          |
| 147                                  |                         |              |
| 148                                  | Steven Tronet (FRA)     | 116e         |
| Directeur sportif : Stéphane Javalet |                         |              |

| Roubaix Lille Métropole RLM            | Roubaix Lille Métropole RLM | Roubaix Lille Métropole RLM |
| -------------------------------------- | --------------------------- | --------------------------- |
| Num                                    | Coureur                     | Pos                         |
| 151                                    | Rudy Barbier (FRA)          | 3e                          |
| 152                                    | Dieter Bouvry (BEL)         | 46e                         |
| 153                                    | Timothy Dupont (BEL)        | 9e                          |
| 154                                    | Rudy Kowalski (FRA)         | 70e                         |
| 155                                    | Jérémy Leveau (FRA)         | 63e                         |
| 156                                    | Baptiste Planckaert (BEL)   | 15e                         |
| 157                                    | Jimmy Turgis (FRA)          | 54e                         |
| 158                                    | Maxime Vantomme (BEL)       | 47e                         |
| Directeur sportif : Frédéric Delcambre |                             |                             |

| Marseille 13 KTM M13                    | Marseille 13 KTM M13      | Marseille 13 KTM M13 |
| --------------------------------------- | ------------------------- | -------------------- |
| Num                                     | Coureur                   | Pos                  |
| 161                                     | Alexandre Blain (FRA)     | 28e                  |
| 162                                     | Grégoire Tarride (FRA)    | 117e                 |
| 163                                     | Julien El Fares (FRA)     | 48e                  |
| 164                                     | Benjamin Giraud (FRA)     | 11e                  |
| 165                                     | Ignatas Konovalovas (LTU) | 51e                  |
| 166                                     | Clément Penven (FRA)      | 71e                  |
| 167                                     | Yoann Paillot (FRA)       | 49e                  |
| 168                                     | Evaldas Šiškevičius (LTU) | 35e                  |
| Directeur sportif : Freddy Lecarpentier |                           |                      |

| Wallonie-Bruxelles WBC                | Wallonie-Bruxelles WBC  | Wallonie-Bruxelles WBC |
| ------------------------------------- | ----------------------- | ---------------------- |
| Num                                   | Coureur                 | Pos                    |
| 171                                   | Olivier Chevalier (BEL) | 88e                    |
| 172                                   | Ludwig De Winter (BEL)  | 118e                   |
| 173                                   | Antoine Demoitié (BEL)  | 16e                    |
| 174                                   | Tom Dernies (BEL)       | 81e                    |
| 175                                   | Jonathan Dufrasne (BEL) | 111e                   |
| 176                                   | Laurent Évrard (BEL)    | 19e                    |
| 177                                   | Loïc Pestiaux (BEL)     | 110e                   |
| 178                                   | Kevyn Ista (BEL)        | 62e                    |
| Directeur sportif : Frédéric Amorison |                         |                        |